# Viktor Mittermann
Viktor Mittermann (* 26. September 1878 in Wien; † 27. Juli 1938 im KZ Dachau) war ein österreichischer Mittelschulprofessor und Politiker (GDVP). Mittermann war Abgeordneter zum Landtag von Niederösterreich und  Landesrat in der Niederösterreichischen Landesregierung.

## Leben
Mittermann besuchte das Theresianum in Wien und studierte an der Universität Wien, wo er sein Lehramtsstudium 1901 mit dem akademischen Grad Dr. phil. abschloss. Er arbeitete ab 1900 im Schulwesen und fand Anstellungen in Wien, Gablonz und ab 1904 in Krems an der Donau. Zudem leistete er von 1916 bis Kriegsende seinen Militärdienst ab. 

## Politik
Mittermann war von 1908 bis 1914 Mitglied des Gemeinderats in Krems und hatte zwischen 1914 und 1916 die Funktion des Obmanns des Deutschen Nationalvereins in Krems inne, nachdem er zuvor bereits Vorstandsmitglied gewesen war. Von 1911 bis 1915 war Mittermann zudem Mitglied der deutschnationalen Landesparteileitung für Niederösterreich gewesen. Mittermann vertrat die Deutsche Vereinigung vom 20. Mai 1919 bis zum 11. Mai 1921 im Niederösterreichischen Landtag, wobei er im Zuge der Trennung von Wien und Niederösterreich ab dem 10. November 1920 der Kurie Niederösterreich Land angehörte und zwischen dem 30. November 1920 und dem 11. Mai 1921 als deren Dritter Präsident fungierte. Mittermann vertrat in der Folge die Großdeutsche Volkspartei vom 11. Mai 1921 bis zum 21. Mai 1932 im Landtag und war vom 11. Jänner 1923 bis zum 20. Mai 1927 erneut Dritter Präsident. In der Landesregierung Buresch II nahm Mittermann vom 20. Mai 1927 bis zum 21. Mai 1932 das Amt eines Landesrates wahr.
Mittermann trat, nachdem sich die radikalen Elemente in seiner Partei durchgesetzt hatten, im März 1932 der Christlichsozialen Partei bei und war Mitglied des Bauernbundes. Damit war er einer der wenigen Funktionäre der Großdeutschen Volkspartei, die sich gegen die Nationalsozialisten wandten. Zwar befürwortete er einen Zusammenschluss Österreichs mit Deutschland, Österreich müsse dabei aber eine eigenständige Sonderrolle spielen, während die Nationalsozialisten Österreich nur eine provinzielle Rolle einräumen würden. Für die Nationalsozialisten, die Mittermann als „Wortführer deutscher Geschichtsverfälschung“ betrachteten, wurde er zum Feindbild, als er nach dem Tod seiner Frau im Mai 1936 eine Wiener jüdische Geschäftsfrau heiratete und 1937 ein Institut für Österreichkunde gründete.
Nach dem „Anschluss Österreichs“ an den NS-Staat wurde Mittermann am 13. Mai 1938 verhaftet und am 16. Juli 1938 in das KZ Dachau überführt, wo er wenige Tage später erschossen wurde.